# Santrokofi (Volk)
Die Santrokofi (auch: Santrokofi, Sentrokofi, Bale, Sele, Selee) sind ein Volk in Ghana mit ca. 11.300 (2003 GILLBT) Mitgliedern. Dieses Volk lebt im Südosten Ghanas.
Ihre Sprache ist das Selee aus der Gruppe der Kwa-Sprachen.